# John Macadam

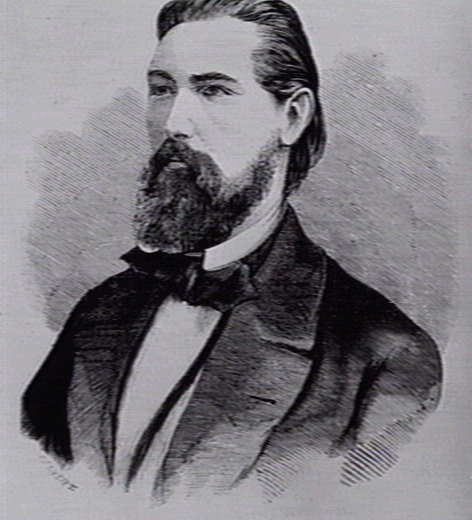
John Macadam (1865)

John Macadam (* Mai 1827 in Northbank, Schottland; † 2. September 1865) war ein australischer Chemiker, Mediziner und Politiker. Die Gattung Macadamia wurde 1857 von seinem Kollegen Ferdinand von Mueller nach ihm benannt.
Macadam wurde in Northbank in der Nähe von Glasgow geboren. Er studierte Chemie an der University of Strathclyde und University of Edinburgh, später wechselte er zu Medizin nach Glasgow. 1855 ging er nach Melbourne, wo er am Scotch College zum Dozenten für Chemie und Naturwissenschaften ernannt worden war. Während dieser Zeit war er einer von zwei Schiedsrichtern bei einem der frühesten aufgezeichneten Australian-Football-Spiele. 1858 wurde er zudem zum Analytischen Chemiker der Regierung von Victoria ernannt.
Später wurde er der erste Dozent, der an der University of Melbourne School of Medicine lehren sollte. Am 3. März 1862 begann er mit Chemievorlesungen.
Zwischen 1857 und 1862 fungierte er als Ehrensekretär am Philosophical Institute of Victoria, das sich später zur Royal Society of Victoria entwickelte. 1863 wurde er zum Vizepräsidenten ernannt. Während dieser Zeit war er zudem Ehrensekretär des Erkundungskomitees, das die vom Unglück verfolgte Expedition von Burke und Wills organisierte.
Er war auch Mitglied des Parlaments von Victoria.
Macadam starb 1865 nach einem Unfall an Bord eines Schiffes. Sein Grab befindet sich auf dem Melbourne General Cemetery. Eine Ausstellung in der School of Chemistry der University of Melbourne erinnert an ihn.
Die 1857 durch den Botaniker Ferdinand von Müller und Walter Hill entdeckte Macadamia, eine Gattung von Pflanzen aus der Familie der Silberbaumgewächse (Proteaceae) wurde ihm zur Ehre benannt. Sie ist vor allem durch die „Macadamianüsse“ bekannt, die Früchte der etwa fünf bis sechs Meter hohen Bäume.